# Hipermetropia
Hipermetropia ou hiperopia é uma condição do olho em que a luz é focada na parte posterior da retina, ao invés da própria retina. Isto faz com que a pessoa veja desfocados os objetos a curta distância, enquanto os objetos distantes são vistos normalmente. À medida que a condição se agrava, é possível que se comece a ver os objetos desfocados a qualquer distância. Entre outros sintomas comuns estão dores de cabeça e astenopia. Algumas pessoas podem também manifestar disfunção de acomodação, disfunção binocular, ambliopia e estrabismo. É um tipo de erro refrativo.
A hipermetropia é causada por uma imperfeição dos olhos. Geralmente ocorre quando o globo ocular é muito curto, ou então quando existem um defeito na forma do cristalino ou da córnea. Entre os fatores de risco estão antecedentes familiares da doença, diabetes, alguns medicamentos e tumores nas proximidades do olho. O diagnóstico tem por base um exame ocular.
O tratamento consiste na utilização de óculos ou lentes de contacto ou na correção cirúrgica. Embora os óculos sejam o método de correção mais simples, as lentes de contacto oferecem um maior campo de visão. A correção cirúrgica consiste na alteração da forma da córnea.
A hipermetropia afeta inicialmente as crianças mais novas, com taxas de prevalência de 8% aos seis anos de idade e de 1% aos 15 anos de idade. Depois volta a ser comum a partir dos 40 anos de idade, afetando cerca de metade das pessoas.